# Їжак Сонік 2
«Їжак Сонік 2» (англ. Sonic the Hedgehog 2) — американський художній анімаційно-ігровий фільм режисера Джеффа Фаулера, продовження фільму «Їжак Сонік». Прем'єра фільму відбулася 8 квітня 2022 року.
Ідея продовження «Соніка в кіно» була вперше висунута зіркою Джимом Керрі, який висловив зацікавленість у повторенні своєї ролі доктора Роботніка. Після сприятливого прийому критиків і фінансового успіху першого фільму кілька акторів і членів знімальної групи, включаючи режисера Фаулера, висловили зацікавленість в розробці продовження, близького до оригінальних відеоігор, а зірка Джеймс Марсден повідомив, що підписався на кілька сиквелів. Продовження було підтверджено в травні 2020 року.
Доктор Роботнік об'єднується з єхидною Наклзом, щоб заволодіти чарівним Майстер-смарагдом і помститися їжакові Соніку. Але на допомогу Соніку прибуває лисеня Тейлз і вони об'єднуються, щоб завадити планам Роботніка.

## Сюжет
Минуло кілька місяців після перемоги над Доктором Роботніком. Том і Медді Ваковські піклуються про їжака Соніка, як сина, живучи у Ґрін-Гіллз. Їжак хоче бути корисним людям і намагається стати для них супергероєм, але через безвідповідальність робить більше шкоди. Том радить Соніку пам'ятати, що він ще дитина, але настане день, коли його супершвидкість знадобиться.
Тим часом Доктор Роботнік, який опинився на грибній планеті, будує антену і посилає сигнал завдяки голці Соніка, зарядженій електрикою. Сигнал привертає увагу єхидни Наклза, який прагне розшукати Майстер-смарагд — камінь, здатний втілювати думки в реальність. Наклз впізнає голку Соніка, бо сова Гострокігтя, що виховала їжака, здавна була ворогом єхидн. Роботнік обіцяє допомогти Наклзу і вони вдвох телепортуються на Землю.
Медді з Томом вирушає на весілля її сестри Рейчел на Гаваях. Сонік планує повеселитися сам удома, коли прибуває Роботнік із Наклзом. Їжак програє єхидні у двобої, та його рятує лисеня Тейлз. Дорогою Тейлз пояснює, що помітив діяльність Соніка на Землі та в захваті від його сміливості. Дізнавшись, що Наклз шукає Майстер-смарагд, Сонік шукає підказку в карті, даній йому Гострокігтею. З карти з'являється послання про те, як войовничі єхидни створили Майстер-смарагд. Але сови викрали його та сховали на Землі, щоб його силою не скористалися для руйнування. Карта вказує на місце в Сибіру, тож Сонік і Тейлз вирушають туди.
Роботнік воз'єднується зі своїм помічником Стоуном, який маскував його штаб під кафе. В розмові з ним Роботнік дає зрозуміти, що хоче заволодіти Майстер-смарагдом за допомоги Наклза, засліпленого жагою помсти.
Сонік і Тейлз слідкують за підказками на карті та опиняються в Сибіру. Там лютує хуртовина, тож їм доводиться спинитися в барі. Через зламаний перекладач Тейлза росіяни вирішують кинути обох у вогонь. Але місцевий ватажок вирішує викликати Соніка з Тейлзом на танцювальне змагання. Вони перемагають і наступного ранку вирушають далі. Серед гір вони знаходять храм, де отримують компас, який вказує на Майстер-смарагд. Тоді ж їх наздоганяє Роботнік зі своєю армією дронів. Роботнік і Наклз викрадають компас, а на Соніка й Тейлза обрушується снігова лавина. Тікаючи, Сонік телефонує Тому, просячи відкрити портал за допомогою кільця, яке він дав Тому раніше. Проте Том, як виявляється, переплутав кільце з весільною обручкою Рейчел. В останню мить він хапає кільце, Сонік і Наклз телепортуються на Гаваї, зіпсувавши весілля.
Несподівано наречений Рейчел, Рендалл, а також майже всі на весіллі, виявляються таємними агентами організації G.U.N., що захищає землю від прибульців. Вони схоплюють Соніка, Тома та непритомного Тейлза. Розлючена правдою про Рендалла, Рейчел об'єднує зусилля з Медді, щоб визволити їх за допомогою Тейлзових пристроїв.
Роботнік і Наклз завдяки компасу знаходять підводний храм, де міститься Майстер-смарагд. Вони обходять пастки та проникають до зали з каменем. Сонік поспішає до храму і бореться з Наклзом, але Роботнік у той час викрадає Майстер-смарагд і тікає. Храм обвалюється, Наклза привалює брилою. Сонік рятує його, але ледве не захлинається. Тоді Наклз віддячує, врятувавши Соніка. Вони примирюються і погоджуються завадити Роботніку. Тейлз забирає їх у Ґрін-Гіллз на біплані. Роботнік поглинає силу Майстр-смарагда і будує величезного робота в формі самого себе.
Сонік відволікає Роботніка, поки Тейлз і Наклз викрадають Майстер-смарагд. Це на трохи затримує робота, поки вмикається резервне живлення. Сонік хапає камінь, але той розсипається в його руках. Медді з Томом підтримують Соніка й тоді з уламків вивільняються сім Смарагдів Хаосу. Сонік поглинає їхню силу та знищує робота. Роботнік боягузливо пропонує помиритися, а отримавши відмову, катапультується в космос. Сонік відмовляється від сили Смарагдів, пояснивши, що йому ще треба багато навчитись. Наклз відновлює Майстер-смарагд і погоджується оберігати його разом із Соніком і Тейлзом.
Стоун обшукує уламки робота і виявляє файл 50-річної давності, що містить координати дослідницького центру Проєкту «Шедоу».

## У ролях
- Бен Шварц — Сонік
- Джим Керрі — Доктор Айво «Еггман» Роботник
- Джеймс Марсден — Том Ваковські
- Коллін О'Шонессі — Майлз «Тейлз» Прауер
- Ідріс Ельба — єхидна Наклз[10]
- Тіка Самптер — Медді Ваковські
- Лі Мадждуб — агент Стоун

## Український дубляж
Фільм дубльовано студією «Le Doyen» на замовлення компанії «B&H Film Distribution» у 2022 році.
- Режисер дубляжу — Ольга Фокіна
- Перекладач — Олена Любенко
- Звукорежисер — Ігор Канюк
- Координатор — Ірина Кодьман

Ролі дублювали:
- Павло Скороходько — Сонік
- Марина Локтіонова — Тейлз
- Павло Костіцин — Доктор Роботнік
- Микола Сирокваш — Том
- Кирило Нікітенко — Наклз
- Антоніна Хижняк — Медді
- Вікторія Білан-Ращук — Рейчел
- Петро Сова — Рендалл
- Роман Молодій — Агент Стоун
- Олександр Ігнатуша — Волтерс
- Анна Чеснова — Джоджо

А також: Ігор Журбенко, Аліна Проценко, Анна Павленко, Дмитро Шапкін, Роман Солошенко, Олександр Чернов, Артур Проценко, Майя Ведернікова, Марія Кокшайкіна

## Виробництво

### Розвиток
У лютому 2020 року режисера Джефф Фаулер повідомив, що заплановано можливе продовження фільму «Сонік у кіно», в якому буде більше елементів з відеоігор. У березні 2020 року виконавець однієї з головних ролей Джеймс Марсден підтвердив, що підписав договір на зйомки в декількох сиквелах, заявив: «Я вважаю, я не знаю, чи повинен я говорити стільки, скільки вони хочуть зробити».
У квітні 2020 року Марсден висловив інтерес до продовження з участю Тейлза і додаткових персонажів з ігор, в той час як Фаулер висловив зацікавленість в тому, щоб показати дружбу Соніка і Тейлза з ігор і подальший розвиток доктора Роботніка. Пізніше в тому ж місяці виконавець ролі Соніка Бен Шварц сказав, що відсутність анонсу сиквела пов'язана з пандемією COVID-19. Сценарист Пет Кейсі повідомив, що велися розмови про сиквел з великою кількістю елементів з ігор, але він ще не був схвалений. Він проявив інтерес до загального всесвіту з персонажами Sega і Nintendo, але вважав це «малоймовірним».
Згідно інформації з сайту The Illuminerdi, у фільмі з'явиться єхидна Наклз, який буде відігравати важливу роль в сюжеті і буде відповідати своєму традиційному образу (включаючи здатність лазити по стінах), а також з'явиться новий персонаж на ім'я Рендалл.
У січні 2021 року Тіка Самптер оголосила, що вона знову зіграє свою роль Медді Вачовські. Вона також оголосила, що сиквел буде зніматися в Ванкувері і на Гаваях.

### Знімання
Виробництво сиквела почалося в березні 2021 року, а зйомки фільму заплановані на період з березня 2021 року по травень 2021 року в канадській провінції Британська Колумбія під робочою назвою «Смарагдовий Пагорб» (англ. Emerald Hill), назва є відсиланням до назви першого рівня в грі Sonic the Hedgehog 2.

## Оцінки й відгуки
На агрегаторі кінорецензій Rotten Tomatoes фільм зібрав 68 % схвальних рецензій від критиків і 97 % від пересічних глядачів. На Metacritic середня оцінка критиків складає 47/100.
Білдж Ебірі у Vulture писав, що багато в фільмі виконано технічно добре, але сценам бракує життя. Тому «Їжак Сонік 2» поступається першому фільму. Взаємодія нових персонажів помітно слабша, ніж у Соніка з його людською родиною. Щодо Джима Керрі, то більшість його появ відбуваються з Наклзом чи Соніком, тому сам Керрі губиться. За висновком критика, «Здається, весь фільм розроблявся як ряд технічних завдань, а не художніх».
На думку Девіда Сімса з The Atlantic, «Їжак Сонік 2» не переймається тим, аби виглядати реалістично і завдяки цьому вдало робить головними героями тварин. Сюжет розумно поділений на пригоди Соніка та людей і в цілому «…на відміну від першого фільму, „Сонік 2“ має шалене відчуття веселощів […] якщо фільми про відеоігри збираються захопити індустрію, їх можна було б зробити за таким прикладом».
За висновком Емі Ніколсон із The New York Times Джим Керрі, можливо, зіграв найкращого лиходія в PG-фільмах останніх десятиліть, і вона дозволяє фільму «зберігати освіжаючу безглуздість». Ти паче, що роль Роботніка може стати для Керрі останньою. Сценарій також має рідкісну прихильність навіть до маленьких персонажів, як-от сварлива сестра Медді.